# Tvrdý sýr
Tvrdý sýr je typ sýra vyznačující se vysokým podílem sušiny a dlouhou dobou zrání (minimálně tři měsíce), které mu dodává výraznou chuť a vůni. Obsah vody by měl činit maximálně 50 %, škála se pohybuje od polotvrdých sýrů jako eidam nebo gouda po velmi tvrdé, zrnité sýry, jako je např. parmezán. Tvrdé sýry se krájejí nebo strouhají, používají se na sendviče, pizzu, do omáček, k těstovinám, ke gratinování nebo na fondue.

## Postup výroby
Mléko (nejčastěji kravské) se pasterizuje a vychladi. Poté se zahřeje asi na 40 stupňů Celsia (podle požadovaného druhu sýra) a přidají se mlékařské kultury a syřidlo. Vzniklá sýřenina se krájí sýrařskou harfou, míchá a plní do forem, ve kterých prokysává a odkapává (vedlejším produktem při plnění a odkapu je syrovátka). Druhý den se sýry vyklápí z forem, solí a umísťují do zracích sklepů. K některým typům sýrů se před zráním přidává různé koření a bylinky. Kyselina propionová zabraňuje vzniku nežádoucích plísní a dodává sýrům typické aroma. Po ukončení zrání se balí, chladí a expedují. Před vysycháním sýry chrání kůra nebo voskový obal.

## Druhy tvrdého sýra (příklady)
- Appenzeller
- Berner Hobelkäse
- Comté
- Čedar
- Ementál
- Grana Padano
- Kefalotyri
- Manchego
- Parmezán
- Pecorino
- Sbrinz